# Freycinetia parviaculeata
Freycinetia parviaculeata är en enhjärtbladig växtart som beskrevs av Benjamin Clemens Masterman Stone. Freycinetia parviaculeata ingår i släktet Freycinetia och familjen Pandanaceae. Inga underarter finns listade.